# 3.º governo do Estado Novo
O 3.º governo do Estado Novo e 11.º governo da Ditadura Portuguesa, nomeado a 27 de setembro de 1968 e exonerado a 25 de abril de 1974, por via da Revolução dos Cravos, foi o primeiro e único governo liderado por Marcelo Caetano.
A sua constituição era a seguinte:
| Cargo                                                | Detentor | Detentor                                      | Período                                        |
| ---------------------------------------------------- | -------- | --------------------------------------------- | ---------------------------------------------- |
| Presidente do Conselho                               |          | Marcelo Caetano (1906–1980)                   | 27 de setembro de 1968 a 25 de abril de 1974   |
| Ministro de Estado Adjunto do Presidente do Conselho |          | Alfredo Vaz Pinto (1905–1976)                 | 27 de setembro de 1968 a 15 de janeiro de 1970 |
| Ministro de Estado Adjunto do Presidente do Conselho |          | João Mota de Campos (1927–2021)               | 30 de outubro de 1971 a 15 de março de 1974    |
| Ministro de Estado Adjunto do Presidente do Conselho |          | Mário Morais de Oliveira (1912–1979)          | 15 de março de 1974 a 25 de abril de 1974      |
| Ministro da Defesa Nacional                          |          | Horácio de Sá Viana Rebelo (1910–1995)        | 27 de setembro de 1968 a 7 de novembro de 1973 |
| Ministro da Defesa Nacional                          |          | Joaquim da Silva Cunha (1920–2014)            | 7 de novembro de 1973 a 25 de abril de 1974    |
| Ministro do Interior                                 |          | António Gonçalves Rapazote (1910–1985)        | 27 de setembro de 1968 a 7 de novembro de 1973 |
| Ministro do Interior                                 |          | César Moreira Baptista (1915–1982)            | 7 de novembro de 1973 a 25 de abril de 1974    |
| Ministro da Justiça                                  |          | Mário Júlio de Almeida Costa (1927–2025)      | 27 de setembro de 1968 a 7 de novembro de 1973 |
| Ministro da Justiça                                  |          | António Maria Lino Neto (1913–1980)           | 7 de novembro de 1973 a 25 de abril de 1974    |
| Ministro das Finanças                                |          | João Dias Rosas (1921–2014)                   | 27 de setembro de 1968 a 11 de agosto de 1972  |
| Ministro das Finanças                                |          | Manuel Cota Dias (1929–2002)                  | 11 de agosto de 1972 a 15 de março de 1974     |
| Ministério das Finanças e Coordenação Económica      |          | Manuel Cota Dias (1929–2002)                  | 15 de março de 1974 a 25 de abril de 1974      |
| Ministro do Exército                                 |          | José Manuel Bettencourt Rodrigues (1918–2011) | 27 de setembro de 1968 a 15 de janeiro de 1970 |
| Ministro do Exército                                 |          | Horácio de Sá Viana Rebelo (1910–1995)        | 15 de janeiro de 1970 a 7 de novembro de 1973  |
| Ministro do Exército                                 |          | Alberto de Andrade e Silva (1906–1990)        | 7 de novembro de 1973 a 25 de abril de 1974    |
| Ministro da Marinha                                  |          | Manuel Pereira Crespo (1911–1980)             | 27 de setembro de 1968 a 25 de abril de 1974   |
| Ministro dos Negócios Estrangeiros                   |          | Alberto Franco Nogueira (1918–1993)           | 27 de setembro de 1968 a 6 de outubro de 1969  |
| Ministro dos Negócios Estrangeiros                   |          | Marcelo Caetano (interino) (1906–1980)        | 6 de outubro de 1969 a 15 de janeiro de 1970   |
| Ministro dos Negócios Estrangeiros                   |          | Rui Patrício (1932–2024)                      | 15 de janeiro de 1970 a 25 de abril de 1974    |
| Ministro das Obras Públicas                          |          | Rui Sanches (1919–2009)                       | 27 de setembro de 1968 a 25 de abril de 1974   |
| Ministro do Ultramar                                 |          | Joaquim da Silva Cunha (1920–2014)            | 27 de setembro de 1968 a 7 de novembro de 1973 |
| Ministro do Ultramar                                 |          | Baltasar Rebelo de Sousa (1921–2002)          | 7 de novembro de 1973 a 25 de abril de 1974    |
| Ministro da Educação Nacional                        |          | José Hermano Saraiva (1919–2012)              | 27 de setembro de 1968 a 15 de janeiro de 1970 |
| Ministro da Educação Nacional                        |          | José Veiga Simão (1929–2014)                  | 15 de janeiro de 1970 a 25 de abril de 1974    |
| Ministro da Economia                                 |          | José Gonçalo Correia de Oliveira (1921–1976)  | 27 de setembro de 1968 a 27 de março de 1969   |
| Ministro da Economia                                 |          | João Dias Rosas (1921–2014)                   | 27 de março de 1969 a 11 de agosto de 1972     |
| Ministro da Economia                                 |          | Manuel Cota Dias (1929–2002)                  | 11 de agosto de 1972 a 15 de março de 1974     |
| Ministro da Agricultura e Comércio                   |          | João Mota de Campos (1927–1921)               | 15 de março de 1974 a 25 de abril de 1974      |
| Ministro da Indústria e Energia                      |          | Daniel Barbosa (1908–1986)                    | 15 de março de 1974 a 25 de abril de 1974      |
| Ministro das Comunicações                            |          | José Canto Moniz (1912–1998)                  | 27 de setembro de 1968 a 27 de março de 1969   |
| Ministro das Comunicações                            |          | Fernando de Oliveira (1917–1992)              | 27 de março de 1969 a 15 de janeiro de 1970    |
| Ministro das Comunicações                            |          | Rui Sanches (1919–2009)                       | 15 de janeiro de 1970 a 25 de abril de 1974    |
| Ministro das Corporações e Previdência Social        |          | José João Gonçalves de Proença (1924–2012)    | 27 de setembro de 1968 a 15 de janeiro de 1970 |
| Ministro das Corporações e Previdência Social        |          | Baltazar Rebelo de Sousa (1921–2002)          | 15 de janeiro de 1970 a 7 de novembro de 1973  |
| Ministério das Corporações e Segurança Social        |          | Joaquim Silva Pinto (1935–2022)               | 7 de novembro de 1973 a 25 de abril de 1974    |
| Ministro da Saúde e Assistência                      |          | Lopo Cancela de Abreu (1913–1990)             | 27 de setembro de 1968 a 15 de janeiro de 1970 |
| Ministro da Saúde e Assistência                      |          | Baltazar Rebelo de Sousa (1921–2002)          | 15 de janeiro de 1970 a 7 de novembro de 1973  |
| Ministro da Saúde                                    |          | Clemente Rogeiro (1921–2010)                  | 7 de novembro de 1973 a 25 de abril de 1974    |